# Shamshi-Adad IV
Shamshi-Adad IV (fl. XI secolo a.C.) fu re degli Assiri dal 1054 al 1050 a.C. Era il figlio di Tiglatpileser I e usurpò il trono del nipote, Eriba-Adad II. Il trono passò alla sua morte al figlio Assurnasirpal I.